# Княжество Липе
Княжество Липе (на немски: Fürstentum Lippe) е немско княжество, територия на Свещената Римска империя от 1789 г. Съществува до 1918 г. През 1919 г. то влиза в Свободната държава Липе.

## История
Княжеството се създава през 1789 г. чрез издигането на Графство Липе на имперско графство. Управлява се от династията Дом Липе. Столица е град Детмолд. Княжеството Липе има площ от 1215 km² (1910) и 150 937 жители (1910).
Леополд I (1767 – 1802) става през 1789 г. първият княз на Липе. Последния княз от 25 октомври 1905 г., Леополд IV (1871 – 1949), се отказва от трона на 12 ноември 1918 г. след края на първата световна война. От княжеството става Свободна държава Липе.

- Княжеският дворец в Детмолд
- Липе в Германската империя през 1905 г.